# دسته مو

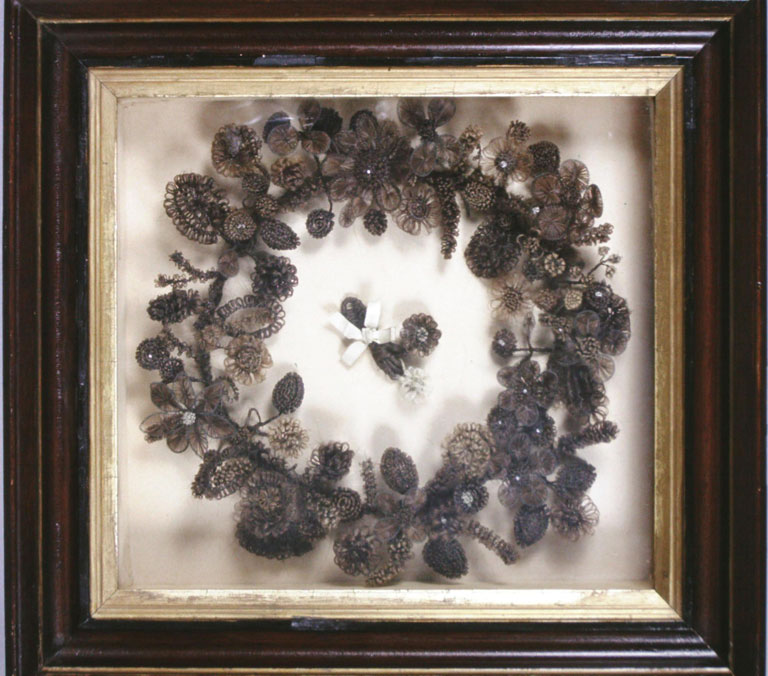
یک تاج‌گل ساخته‌شده از مو مربوط به قرن نوزدهم، با دستهٔ مو در مرکز آن، که اکنون در مجموعه‌ی موزهٔ کودکان ایندیاناپولیس نگهداری می‌شود.

یک دستهٔ مو (به انگلیسی: Lock of hair) بخشی یا بخش‌هایی از موی انسان است که معمولاً به نوعی به هم بسته یا جمع شده‌اند. یک دسته مو می‌تواند روی سر یک فرد باشد یا از سر او بریده شده باشد. وقتی دستهٔ مو به سر متصل باشد، معمولاً به رشته‌ای یا حلقه‌ای از زلف اشاره دارد. اما زمانی که از سر بریده شده باشد، ممکن است به خاطر ارزش نمادین آن نگه داشته شود.

## ارزش نمادین

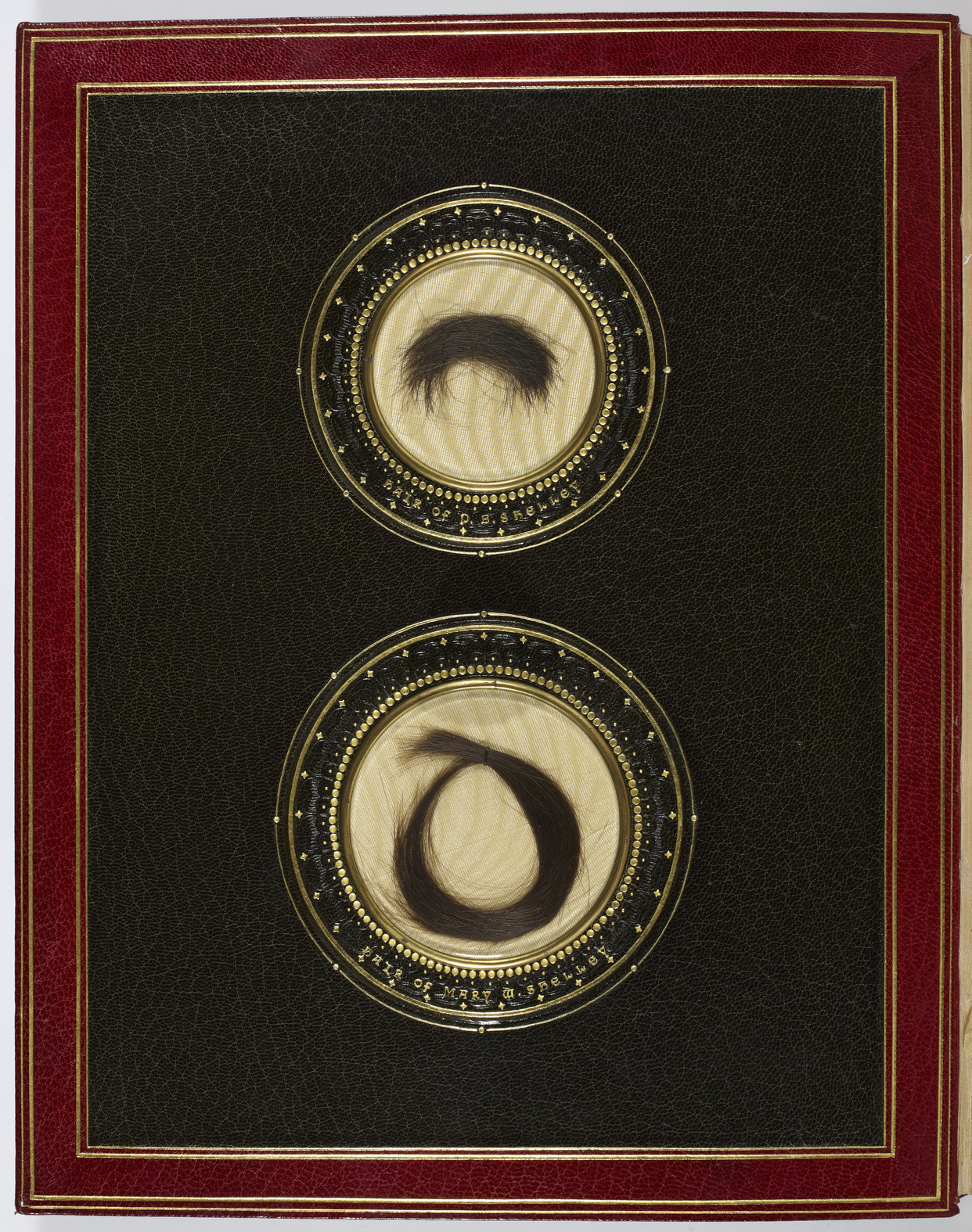
دسته‌موهای باقی‌مانده از پرسی و مری شلی که اکنون در کتابخانه بریتانیا نگهداری می‌شوند.

دسته‌های مو اغلب دارای ارزش نمادین هستند و در طول تاریخ، در زمینه‌های مذهبی، خرافی، احساسی و عاشقانه استفاده شده‌اند. نمونه‌هایی از این کاربردها عبارت‌اند از:
- یک باور سنتی می‌گوید که اگر کسی دسته‌ای از موی سر فردی دیگر را داشته باشد، قدرت جادویی بر آن فرد خواهد داشت.
  - در گذشته، دادن دسته‌ای از موی خود به کسی نشانه‌ای از عشق و وفاداری تلقی می‌شد، به‌ویژه زمانی که دو نفر در آستانهٔ جدایی بودند. این عمل هنوز هم به‌عنوان یک مضمون رایج در داستان‌های عاشقانه دیده می‌شود. چنین دسته‌موهایی معمولاً به‌عنوان یادگاری توسط گیرنده نگهداری می‌شدند.
  - در دوران باستان، دختران رومی که قرار بود ازدواج کنند، دسته‌ای از موی خود را به ژوپیتر در جنبهٔ خدای جنگل‌های او یعنی هیپولوتس، تقدیم می‌کردند.
- یک خرافهٔ رایج می‌گوید که دسته‌ای از موی اولین اصلاح کودک باید برای آوردن خوش‌شانسی نگه داشته شود.
- یک خرافهٔ قدیمی ایرلندی می‌گوید که گرفتن دسته‌ای مو (یا یک حیوان چهارپا) از معشوق، بدشگون است.
- در دوران ویکتوریا، رایج بود که اعضای داغ‌دار خانواده، دسته‌ای از موی کودک یا عزیز از‌دست‌رفته را نگه می‌داشتند. این دسته‌موها به‌عنوان یادگار نگهداری می‌شدند و برای بازماندگان نوعی تسلی خاطر به‌شمار می‌رفتند. این دسته‌های مو معمولاً در نگارآویزها نگه داشته می‌شدند. همچنین از ظرف‌های کوچک و انواع دیگر جواهرات مانند دستبند، گوشواره و سنجاق سینه نیز برای این منظور استفاده می‌شد.